# West Ham United FC (rezerva a akademie)
Rezerva West Hamu United FC je rezervní tým anglického klubu West Ham United FC. Rezerva hraje ligovou sezónu v Premier League do 21 let, což je nejvyšší liga v Anglii pro tuto věkovou kategorii. Trenérem je Steve Potts.
Akademie West Hamu United FC je výběr hráčů West Hamu United do 18 a méně let. Díky této akademii je West Hamu United přezdíváno The Academy of Football (Akademie fotbalu). Akademie působí v Premier League do 18 let a v FA Youth Cupu.

## Sestava U21
Aktuální k datu: 10. březen 2016
| Číslo |        | Pozice | Hráč          |
| ----- | ------ | ------ | ------------- |
| —     | Anglie | B      | Tim Brown     |
| —     | Anglie | B      | Sam Howes     |
| —     | Anglie | O      | George Dobson |
| —     | Anglie | O      | Josh Pask     |
| —     | Anglie | O      | Lewis Page    |
| —     | Anglie | O      | Nathan Mavila |
| —     | Anglie | O      | Alex Pike     |

| Číslo |         | Pozice | Hráč                   |
| ----- | ------- | ------ | ---------------------- |
| —     | Anglie  | Z      | Amos Nasha             |
| —     | Anglie  | Z      | Moses Makasi           |
| —     | Srbsko  | Z      | Luka Belic             |
| —     | Anglie  | Z      | Grady Diangana         |
| —     | Anglie  | Z      | Marcus Browne          |
| —     | Bermudy | Ú      | Djair Parfitt-Williams |
| —     | Anglie  | Ú      | Jordan Brown           |

## Sestava U18
Aktuální k datu: 10. březen 2016
| Číslo |          | Pozice | Hráč              |
| ----- | -------- | ------ | ----------------- |
| —     | Anglie   | B      | Clarke Bogard     |
| —     | Lotyšsko | B      | Rihards Matrevics |
| —     | Anglie   | O      | Tunji Akinola     |
| —     | Irsko    | O      | Declan Rice       |
| —     | Anglie   | O      | Oscar Borg        |
| —     | Anglie   | O      | Vashon Neufville  |
| —     | Anglie   | Z      | Daniel Kemp       |
| —     | Anglie   | Z      | Conor Coventry    |

| Číslo |           | Pozice | Hráč                 |
| ----- | --------- | ------ | -------------------- |
| —     | Švýcarsko | Z      | Noah Sylvestre       |
| —     | Anglie    | Z      | Alfie Lewis          |
| —     | Anglie    | Z      | Matt Carter          |
| —     | Anglie    | Ú      | Grady Diangana       |
| —     | Anglie    | Ú      | Joe Powell           |
| —     | Irsko     | Ú      | Anthony Scully       |
| —     | Anglie    | Ú      | Idris Kanu           |
| —     | Anglie    | Ú      | Jahmal Hector-Ingram |